# Cámara de Castilla
La Cámara de Castilla era un consejo del régimen polisinodial de la Monarquía española, encargado de aconsejar al rey en los nombramientos, la administración de la gracia y mercedes reales, concepto jurídico propio del poder que ejercen los reyes por su mera voluntad.

## Historia y funciones
Fue fundado en 1518 en época del reinado de Juana I de Castilla y Carlos I. Su origen está en el Despacho de la Cámara que ya funcionaba en el reinado de los Reyes Católicos. Desde 1528 comienzan a redactarse instrucciones para regular su funcionamiento. En las de 1588 se habla de tres secretarías: de cámara o gracia, de oficios de justicia y de patronato real.
Existió una vinculación estrecha entre el Consejo de Castilla y el Consejo de Cámara de Castilla, de este modo, compartían el presidente, y todos los consejeros de la Cámara lo eran a su vez del Consejo de Castilla, además tenía un secretario real. Al ser una comisión reducida del Consejo de Castilla, pero separado de este, funcionaba como despacho secreto y reservado. 
La extensión territorial de su actuación era la Corona de Castilla, y a partir de 1707 también la Corona de Aragón, para la que se creó una nueva secretaría.
Sus atribuciones eran las de:
- Proponer al rey personas para las plazas de los consejos, cancillerías y audiencias y otros oficios de justicia
- Proponer los arzobispos, obispos y otras prebendas y dignidades eclesiásticas
- Expedir las gracias de grandes de España y otros altos empleos
- Convocar las Cortes del reino para el juramento de los reyes y príncipes herederos y otros asuntos públicos de la mayor consideración.
- Muchas otras mercedes y regalías: perdones, legitimaciones, licencias de mayorazgo, exenciones de villazgo, cartas de naturaleza, licencias para minas o molinos...
- Asuntos relacionados con los mayorazgos.

El Consejo de Cámara de Castilla también intervenía en el proceso legislativo del reino de Navarra, ya que era el encargado de transmitir las disposiciones legales a virrey de Navarra y al Consejo Real de Navarra, con una real cédula que contenía la orden de cumplimiento firmada por el rey.
Aunque sus decisiones no necesitaban ser remitidas a ninguna otra instancia, las gracias concedidas en la cámara que lesionaran derechos de terceros podían dar origen a un recurso de retención en el Consejo de Castilla. En 1834, tanto el Consejo Real de Castilla como la Cámara de Castilla terminan siendo eliminados. 